# Snellville
Snellville är en tätort i Gwinnett County i den amerikanska delstaten Georgia, öst om Atlanta.